# Mineralkortikoider
Mineralkortikoider är en grupp kemiskt och fysiologiskt närbesläktade steroidhormoner som produceras i binjurebarken och spelar en viktig roll i elektrolytbalansen och vätskebalansen i kroppen. Mineralkortikoider ökar reabsorptionen av natrium i njurens distala tubuli. Den viktigaste mineralkortikoiden i människan är aldosteron.